# آدم لوك
آدم لوك (بالإنجليزية: Adam Locke)‏ هو لاعب كرة قدم بريطاني، ولد في 20 أغسطس 1970 في كرويدون في المملكة المتحدة. لعب مع كريستال بالاس وكولتشستر يونايتد ونادي بريستول سيتي ونادي ساوثيند يونايتد ونادي لوتون تاون وهورنتشورتش.

## وصلات خارجية
- آدم لوك على موقع قاعدة بيانات كرة القدم.إي يو (الإنجليزية)
- آدم لوك على موقع Soccerbase.com (لاعب) (الإنجليزية)